# Andrew Mwesigwa
Andrew Mwesigwa (Kamuli, 24 aprile 1984) è un ex calciatore ugandese, di ruolo difensore.

## Carriera

### Nazionale
Tra il 2003 ed il 2014 ha giocato 69 partite con la nazionale ugandese.

## Palmarès

### Club

#### Competizioni nazionali
- Campionato ugandese: 3

Villa: 2002, 2003, 2004
- Coppa d'Uganda: 1

Villa: 2002
- 1. deild karla: 1

ÍBV Vestmannæyja: 2008
- Coppa del Kazakistan: 1

Ordabasy: 2011
- Supercoppa del Kazakistan: 1

Ordabasy: 2012

#### Competizioni internazionali
- Coppa Kagame Inter-Club: 2

Villa: 2003, 2005